# 八幡宮 (掛川市大渕)
八幡宮（はちまんぐう、英語: Hachiman Gū）は、静岡県掛川市の神社である。近代社格制度における社格は無格社。

## 概要
静岡県掛川市大渕に鎮座する神社である。誉田別命を祀っている。

## 祭神
- 誉田別命

## 歴史
八幡宮は誉田別命を祭神として、天正年間（1573年～1591年）に勧請したものと古人からの申し伝えがある。文政10年（1827年）、庄屋安右門方の火災で関係書類は全部焼失してしまった。再建は文政11年（1828年）である。福神として山神大神、御鈥大神宮が配祀されている。